# NK Zagreb
Maillots
Le NK Zagreb est un club de football croate basé à Zagreb.

## Histoire

### Avant guerre
Le NK Zagreb a été fondé au début du XXe siècle, bien qu'il ne soit actuellement pas possible de déterminer l'année exacte de la fondation du club. En raison des circonstances historiques et de la continuité des activités du club de football depuis les premières décennies du 20e siècle, le NK Zagreb d'aujourd'hui peut lier ses activités à 1919. Plusieurs faits importants plaident en ce sens. Le club portait le même nom à l'époque qu'aujourd'hui, il a été fondé à proximité immédiate de l'actuelle Tratinska cesta numéro 9, et a organisé des activités d'entraînement sur le terrain près du stade d'aujourd'hui sur Opatička livada, qui était situé au début des rues Kranjčevićeva et Tratinska d'aujourd'hui. . 

### Période yougoslave (1945-1992)
Après la Seconde Guerre mondiale, le NK Zagreb vit dans l'ombre de clubs plus ambitieux, tel que son rival local le Dinamo Zagreb. Il fait régulièrement l'ascenseur entre la première et seconde division yougoslave.
Le NK Zagreb réalise sa meilleure saison en 1964-1965 lorsqu'il termine 6e du championnat devant son rival du Dinamo, et que son avant-centre Zlatko Dračić finit meilleur buteur du championnat.

### Depuis l'indépendance de la Croatie
En 2002, le NK Zagreb remporte son premier et unique titre de champion de Croatie. Il est ainsi le premier club à avoir brisé l'hégémonie du Dinamo Zagreb et de l'Hajduk Split qui se partageaient les titres de champions depuis 1992.

## Bilan sportif

### Palmarès
| Compétitions nationales | Anciennes compétitions nationales | Compétitions internationales |
| - Championnat de Croatie - Champion (1) : 2002 - Vice-champion (2) : 1992, 1994 - Championnat de Croatie D2 - Champion (1) : 2014 - Coupe de Croatie - Finaliste (1) : 1997 - Supercoupe de Croatie - Finaliste (1) : 2002 | - Championnat de Yougoslavie D2 - Champion (6) : 1954, 1964, 1973, 1976, 1980, 1991 - Finaliste (1) : 1975 - Championnat de Yougoslavie D3 - Champion (1) : 1990 | - Néant                      |

### Bilan européen
Note : dans les résultats ci-dessous, le score du club est toujours donné en premier.
| Saison    | Compétition                | Tour                | Club                | Domicile | Extérieur | Total     |
| --------- | -------------------------- | ------------------- | ------------------- | -------- | --------- | --------- |
| 1964-1965 | Coupe des villes de foires | Premier tour        | Grazer AK           | 3 - 2    | 6 - 0     | 9 - 2     |
| 1964-1965 | Coupe des villes de foires | Seizièmes de finale | AS Rome             | 1 - 1    | 0 - 1     | 1 - 2     |
| 1965-1966 | Coupe des villes de foires | Premier tour        | RFC Liège           | 2 - 0    | 0 - 1     | 2 - 1     |
| 1965-1966 | Coupe des villes de foires | Seizièmes de finale | Steagul Roșu Brașov | 2 - 2    | 0 - 1     | 1 - 2     |
| 1969-1970 | Coupe des villes de foires | Premier tour        | Royal Charleroi     | 1 - 3    | 1 - 2     | 2 - 5     |
| 1995      | Coupe Intertoto            | Groupe 6            | LASK Linz           | 0 - 0    | N/A       | Troisième |
| 1995      | Coupe Intertoto            | Groupe 6            | ÍBK Keflavík        | N/A      | 0 - 0     | Troisième |
| 1995      | Coupe Intertoto            | Groupe 6            | FC Metz             | 0 - 1    | N/A       | Troisième |
| 1995      | Coupe Intertoto            | Groupe 6            | Partick Thistle     | N/A      | 2 - 1     | Troisième |
| 1997-1998 | Coupe des coupes           | Tour préliminaire   | Sloga Jugomagnat    | 2 - 0    | 2 - 1     | 4 - 1     |
| 1997-1998 | Coupe des coupes           | Premier tour        | Tromsø IL           | 3 - 2    | 2 - 4     | 5 - 6     |
| 2001      | Coupe Intertoto            | Premier tour        | Pobeda Prilep       | 1 - 2    | 1 - 1     | 2 - 3     |
| 2002-2003 | Ligue des champions        | Deuxième tour Q     | Zalaegerszeg TE     | 2 - 1    | 0 - 1     | 2 - 2E    |
| 2003      | Coupe Intertoto            | Premier tour        | FC Koper            | 2 - 2    | 0 - 1     | 2 - 3     |
| 2007      | Coupe Intertoto            | Premier tour        | Vllaznia Shkodër    | 2 - 1    | 0 - 1     | 2 - 2E    |

Légende
- Victoire ou qualification pour le tour suivant
- Match nul
- Défaite ou élimination de la compétition

## Identité du club

### Changements de nom
- 1903-1908 : PNIŠK
- 1908-1919 : HŠK Zagreb
- 1919 : ŠK Plamen
- 1919-1946 : RŠK Proleter
- 1946-1948 : FD Zagreb
- 1948-1960 : SD Zagreb
- 1960- : NK Zagreb

### Logo

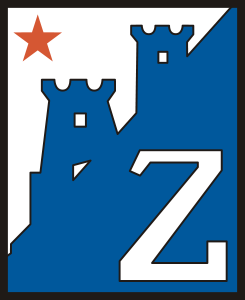
Ancien logo sous la période yougoslave.
Logo actuel.

### Joueurs emblématiques
- Besart Abdurahimi
- Božo Bakota
- Ivica Banović
- Mladen Bartolović
- Mate Baturina
- Miroslav Bičanić
- Dražen Biškup
- Erjon Bogdani
- Josip Bulat
- Nino Bule
- Niko Čeko
- Marijan Čerček
- Sorin Colceag
- Josip Čop
- Radomir Đalović
- Zlatko Dračić
- Ibrahim Duro
- Dionizije Dvornić
- Admir Hasančić
- Besnik Hasi
- Senijad Ibričić
- Sergej Jakirović
- Vedran Ješe
- Nikola Jurčević
- Goran Jurić
- Damir Kalapač
- Vladimir Klaić
- Fabijan Komljenović
- Muhamed Konjić
- Branko Kralj
- Petar Krpan
- Stjepan Lamza
- Mate Maleš
- Mario Mandžukić
- Lev Mantula
- Damir Milinović
- Dželaludin Muharemović
- Jasmin Mujdža
- Mensur Mujdža
- Safet Nadarević
- Ivica Olić
- Ivan Pavlica
- Željko Pavlović
- Renato Pilipović
- Tomislav Piplica
- Joško Popović
- Branko Rezar
- Robert Prosinečki
- Đovani Roso
- Mladen Rudonja
- Tomislav Rukavina
- Nermin Šabić
- Ivan Šantek
- Fuad Šašivarević
- Božidar Senčar
- Ivan Sesar
- Predrag Šimić
- Zlatko Škorić
- Dario Smoje
- Emir Spahić
- Robert Špehar
- Goran Stavrevski
- Xhevahir Sukaj
- Mario Tokić
- Vladimir Vasilj
- Hrvoje Vejić
- Davor Vugrinec
- Bernard Vukas
- Darko Vukić
- Miroslav Žitnjak